# 사막냉이족
사막냉이족(沙漠--族, 학명: Schizopetaleae 스키조페탈레아이[*])은 배추과의 족이다.

## 하위 분류
- 사막냉이속(Schizopetalon Sims)
- Atacama Toro-Núñez, Mort & Al-Shehbaz
- Mathewsia Hook. & Arn.